# Steve Jones (Musiker)

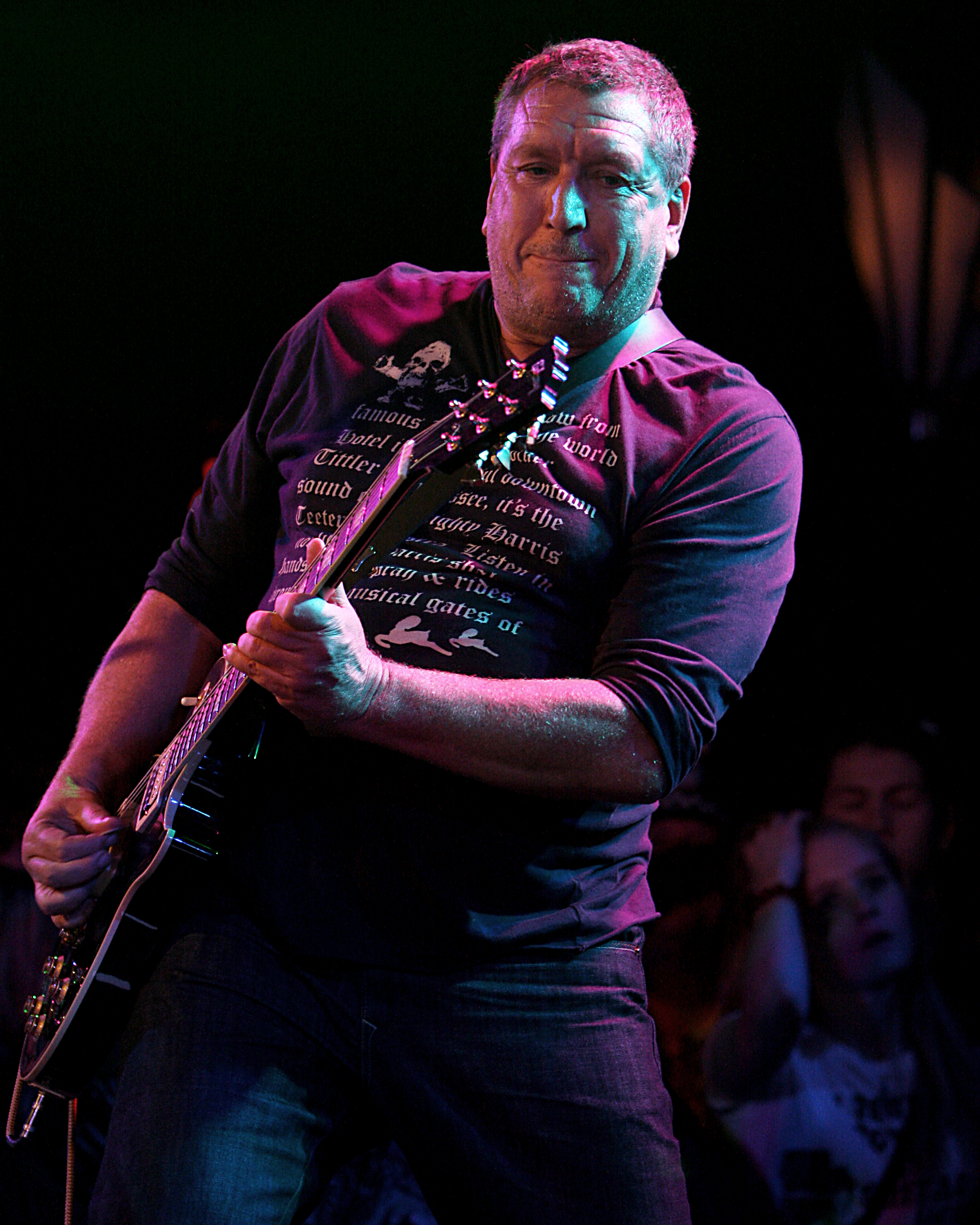
Steve Jones bei einem Auftritt 2008

Stephen „Steve“ Phillip Jones (* 3. September 1955 in London) ist ein britischer Gitarrist, der als Mitglied der Rockband Sex Pistols bekannt wurde.
Der Rolling Stone listete Jones 2011 auf Rang 97 der 100 größten Gitarristen aller Zeiten.

## Leben und Wirken
Jones war Einzelkind und wuchs bei seiner Mutter und seinen Großeltern im Londoner Stadtteil Shepherd’s Bush auf. Sein Vater Don Jarvis verließ die Familie, als er zwei Jahre alt war. In seiner Autobiografie enthüllte Jones, dass er als Kind von seinem Stiefvater Ron Dambagella sexuell missbraucht worden sei. Er berichtete auch, dass er erst mit über 30 Jahren richtig lesen und schreiben gelernt hatte und vorher praktisch Analphabet war. Jones verbrachte wegen zahlreicher Straftaten nach Gerichtsbeschluss über ein Jahr in einer Besserungsanstalt. Mit 16 Jahren zog er von zu Hause aus und war danach längere Zeit obdachlos.
2016 veröffentlichte Jones seine Autobiografie Lonely Boy. Er lebt in Los Angeles.

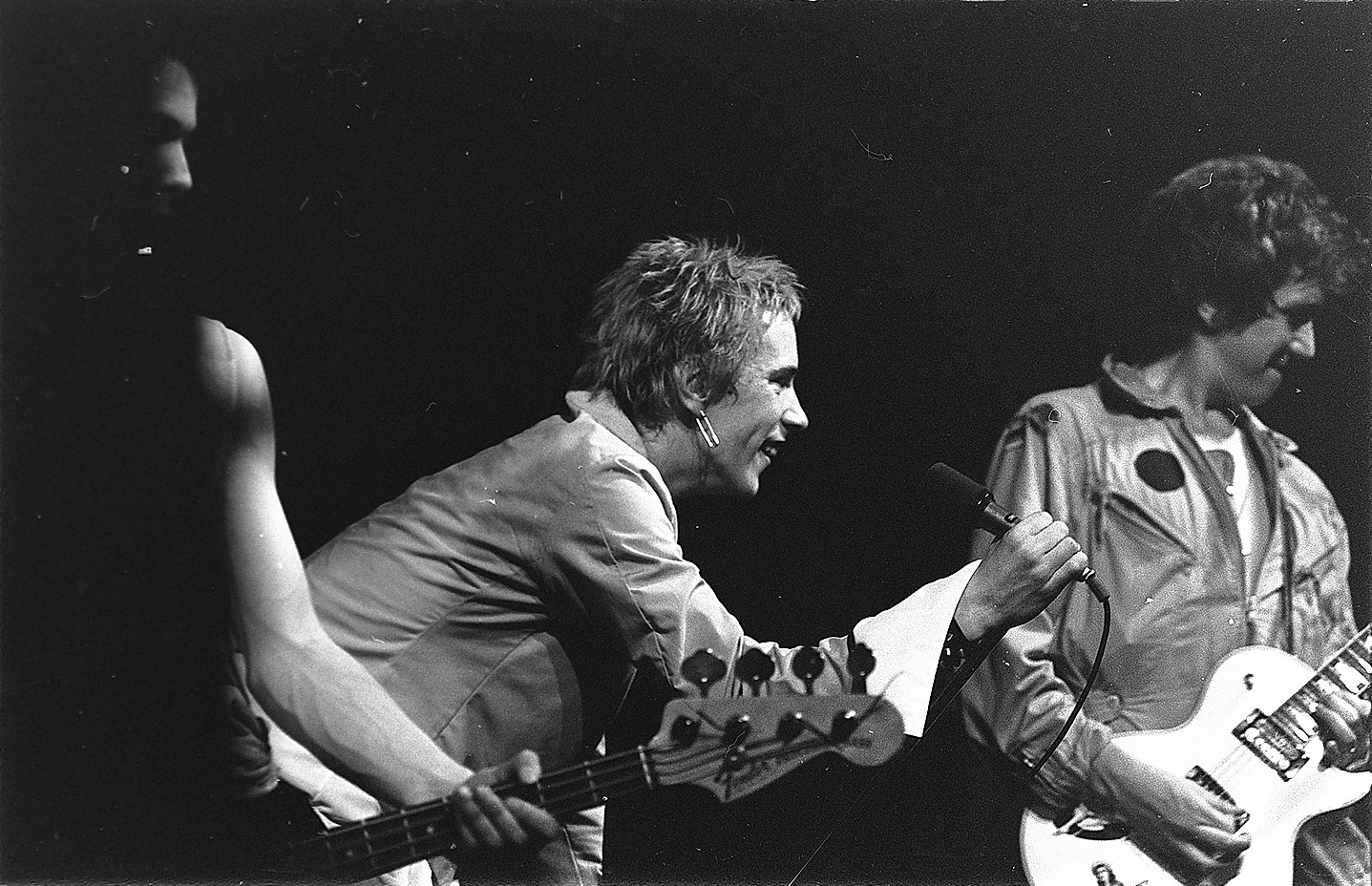
Steve Jones (rechts) mit den Sex Pistols bei einem Konzert in Norwegen, 1977

### Die Sex Pistols
Nachdem Jones gemeinsam mit Paul Cook, den er schon seit der Schulzeit kannte, Wally Nightingale und anderen Teenagern die Band The Strand (benannt nach einem Lied von Roxy Music, später umbenannt in The Swankers) gegründet hatte, gründete Malcolm McLaren als Manager mit Jones und Cook die Sex Pistols, später kamen Glen Matlock und John Lydon (Johnny Rotten) hinzu. Ursprünglich war Jones Sänger der Band, war jedoch in dieser Rolle unglücklich, sodass er Gitarrist wurde. Das Gitarrespielen brachte er sich autodidaktisch bei.

### Spätere musikalische Projekte
Nach der Auflösung der Sex Pistols gründeten Steve Jones und Paul Cook 1979 die Punkband The Professionals. Die Single 1-2-3 schaffte es auf im Oktober 1980 auf Platz 43 der britischen Charts. Nach einer USA- und Kanada-Tournee im Jahr 1982 entschloss sich Jones, in den USA zu bleiben, was das Ende der Band bedeutete.
Jones half auf dem 1980 erschienenen Album Kaleidoscope von Siouxsie and the Banshees als Lead-Gitarrist auf drei Songs aus, nachdem dort zwei Bandmitglieder ausgestiegen waren.
Von 1982 bis 1985 war Jones Gitarrist bei Chequered Past mit dem Sänger Michael Des Barres. Außerdem spielten er und Cooks auf Johnny Thunders' Soloalbum So Alone (1978).
Als Studiomusiker arbeitete Jones u. a. für Thin Lizzy, Billy Idol, Joan Jett, Adam Ant, Bob Dylan, Iggy Pop und Andy Taylor.
In den 1980ern und frühen 1990er Jahren verfolgte Jones eine Solokarriere. Er veröffentlichte die beiden Soloalben Mercy und Fire and Gasoline. Sein größter Soloerfolg war Mercy vom gleichnamigen Album, das er speziell für eine Folge der Fernsehserie Miami Vice schrieb.
1995 gründete er mit Duff McKagan, dem Bassisten von Guns n’ Roses, Matt Sorum, zuvor Schlagzeuger von Guns N'Roses, und John Taylor von Duran Duran die Rockband Neurotic Outsiders.
Jones war 1996 bei der Wiedervereinigung der Sex Pistols und bei ihrer Welttournee (1997) sowie ihren Konzerten in den Jahren 2002, 2003 und 2007 dabei.

### Jonesy's Jukebox
Von 2004 bis 2009 war Jones Moderator der täglichen Radiosendung Jonesy's Jukebox auf Indie 103.1 FM. Die Sendung konnte er fast ohne Vorgaben frei gestalten. Unter seinen Studiogästen waren u. a. Eddie Vedder, Chrissie Hynde, Johnny Ramone, Billy Corgan, Susanna Hoffs, Leif Garrett, Brian Wilson, Pete Townshend, Iggy Pop, Josh Homme, Robert Plant, Gary Oldman, Corey Taylor und der Sex-Pistols-Sänger Johnny Rotten.
Von 2010 bis 2013 lief die Sendung im Internetradio auf IAMROGUE.com.
Seit 2015 wird Jonesy's Jukebox  auf KLOS 95.5 ausgestrahlt. Im März 2019 interviewte Jones im Rahmen seiner Sendung Jonesy's Jukebox den Bassisten Duff McKagan von Guns n’ Roses und Country-Sänger Shooter Jennings.

### Generation Sex
2016 fand sich Steve Jones mit Billy Idol (ex-Generation X), Paul Cook (ex-Sex Pistols) und Tony James (ex-Generation X) als Generation Sex zu einer sogenannten Supergroup zusammen und gaben ein einstündiges Konzert in Los Angeles.
2023 kam es zu einer weiteren Tour mit Generation Sex.

## Equipment
Steve Jones spielte meist eine weiße Les Paul Custom, die ursprünglich Syl Sylvain, dem Gitarristen der New York Dolls, gehört hatte. Der Manager der Sex Pistols, Malcolm McLaren hatte sie in Beschlag genommen, als die New York Dolls ihn nicht für seine Dienste als Manager bezahlen wollten, und an Jones weitergegeben. Von dieser Gitarre hat Gibson ein entsprechendes Signature-Modell herausgebracht.
Als Verstärker verwendete er einen Fender Twin Reverb, den er auf maximale Lautstärke stellte. Jones selbst gab an, den Verstärker aus dem Tourbus von Bob Marley gestohlen zu haben. Die originalen Lautsprecher hatte er durch solche der Firma Gauss ersetzt.

## Diskografie
Alle Lieder komponiert von Steve Jones; außer wenn anders angegeben
1987: Mercy
- Mercy
- Give It Up
- That's Enough
- Raining in My Heart
- With You or Without You
- Pleasure and Pain
- Pretty Baby
- Drugs Suck
- Through the Night
- Love Letters (Edward Heyman, Victor Young)

1989: Fire and Gasoline
- Freedom Fighter
- We're Not Saints (Jones, Terry Nails, Nikki Sixx)
- God in Louisiana (Jones, Tonio K)
- Fire and Gasoline
- Hold On
- Trouble Maker (Angry Anderson, Jones, Gordon Leach, Dallas „Digger“ Royal, Peter Wells, Terry Nails)
- I Did U No Wrong (Jones, Glen Matlock, Johnny Rotten, Paul Cook)
- Get Ready (Ian Astbury, Jones)
- Gimme Love
- Wild Wheels
- Leave Your Shoes On (Ian Astbury, Jones)
- Suffragette City (David Bowie)

## Trivia
- In Heft 39/2022 des SZ-Magazins wurde Jones in der Rubrik Sagen Sie jetzt nichts – Interview ohne Worte gestisch porträtiert.[15]